# Sonic Dash 2: Sonic Boom
『Sonic Dash 2: Sonic Boom』は、Android版が2015年7月1日に、iOS版が2015年8月18日にリリースされたソニックシリーズのアクションゲームである。日本語未対応。

## ゲームプレイ
プレイヤーは3D空間を自動で走り続ける操作キャラクターを導き、リングを集め、障害物、地雷、敵を避ける。壁にぶつかったり、コースから落ちたり、キャラクターの所持するリングなしでヒットしたりせずに、できるだけ遠くまで走ることを目指す。

## キャラクター
- ソニック
- テイルス
- ナックルズ
- エミー
- スティックス
- シャドウ
- ベクター